# Enicospilus ypsilon
Enicospilus ypsilon là một loài tò vò trong họ Ichneumonidae.